# シロウズツメアシフタオシジミ
シロウズツメアシフタオシジミ （Hypolycaena shirozui） は、チョウ目（鱗翅目）アゲハチョウ上科シジミチョウ科に分類されるチョウの一種。フィリピン固有種。

## 分布
ミンダナオ島、レイテ島、サマール島、ディナガト島に産する。いずれの地でも個体数は少ない。

## 形態
前翅長は13-15mm。オスの翅表の青色部はトシコツメアシフタオシジミと色彩的に区別できるが、メスの翅表は黒褐色で後翅に橙色部があり、トシコツメアシフタオシジミのメスに似る。また、オス、メスとも裏面はトシコツメアシフタオシジミの裏面とそっくりで同定には細心の注意が必要である。

## 生態
ミンダナオ島では少なくとも年2回発生しているようである。
種名の語源：九州大学名誉教授　白水隆博士に因む。